# George Edward Challenger
George Edward Challenger ou Professor Challenger é um personagem de contos de ficção científica criado por Sir Arthur Conan Doyle, conhecido principalmente por seus romances policiais do detetive Sherlock Holmes.

## Resumo biográfico
"Challenger, George, Edward, nascido em Largs em 1863, fez os seus estudos na Academia de Largs, e na Universidade de Edimburgo. Assistente no Museu Britânico em 1892. Conservador-adjunto na secção de antropologia comparada em 1893. Demitido no mesmo ano após uma correspondência acerba. Laureado com a medalha Crayston para pesquisas zoológicas. Membro estrangeiro de... Sociedade Belga, Academia Americana das Ciências, La Plata, etc. Ex-presidente da Sociedade de Paleontologia. Secção H, British Association... Publicações: 'Algumas observações sobre sobre uma coleção de crânios calmucos'; 'Grandes linhas da evolução dos vertebrados'; e numerosos artigos de revistas, entre os quais: 'O erro de base da teoria de Weissmann', que suscitou calorosas discussões no congresso zoológico de Viena. Distrações favoritas: a marcha a pé, o alpinismo. Morada: Enmore Park, Kensington, West."
Em 2000, com a versão em seriado do livro, o personagem foi vivido por Peter McCauley.

## Contos com o Professor Challenger
- "O Mundo Perdido" (The Lost World) (1912)
- "A nuvem envenenada" (The Poison Belt) (1913)
- "A terra das brumas" (The Land of Mist) (1926)
- "A máquina da desintegração" (The Disintegration Machine) (1927)
- "Quando o mundo gritou (When the World Screamed) (1928)